# Utricularia ariramba
Utricularia ariramba — вид рослин із родини пухирникових (Lentibulariaceae).

## Етимологія
Епітет «арірамба» вказує на Кампос де Арірамба, де був відкритий цей новий вид.

## Біоморфологічна характеристика
Вид невеликий, ймовірно, однорічний, наземний. Ризоїди нечисленні, капілярні. Столони нечисленні, капілярні, малорозгалужені, у довжину кілька см, в діаметрі ≈ 0.1 мм. Листки нечисленні, пластинка вузьколінійна, у довжину до 5 мм, у ширину 0.1–0.2 мм. Пастки численні на листках і столонах, яйцеподібні, 0.15–0.20 мм завдовжки, рот збоку з одним конічним спинним відростком і довшим, глибоко роздвоєним, черевним придатком. Суцвіття прямовисне, просте, одиночне, 53–120 мм завдовжки. Квіти 1–6. Частки чашечки нерівні, голі, з 9–13 дуже помітними, простими, паралельними, піднятими жилками, від зеленого до зеленувато-червоного кольору; верхня частка яйцювата з верхівкою загостреною, 2.0–2.5 × 1.2–1.5 мм; нижня частка яйцювата з роздвоєною верхівкою, 2.6–3.3 × 1.5–2.0 мм. Віночок білий чи лавандовий, з нижньою губою з жовто-помаранчевою плямою на верхівці й фіолетовими жилками на кінцівці, 8–11 мм завдовжки. Вид був зібраний у повному розквіті в кінці сезону дощів, у травні та червні.

## Середовище проживання
Зростає в північній Бразилії — Пара. 
Поки що відомо лише з двох субпопуляцій на окрайцях річки Харамакару, в регіоні Кампус-ду-Арірамба. Територія перебуває в межах природоохоронного підрозділу порт. Floresta Estadual de Trombetas, на заході штату Пара, північна Бразилія. Вид трапляється на білих піщаних ґрунтах на виході плоских пісковиків у порт. Campinarana (рослинність білого піску).